# IBM 601

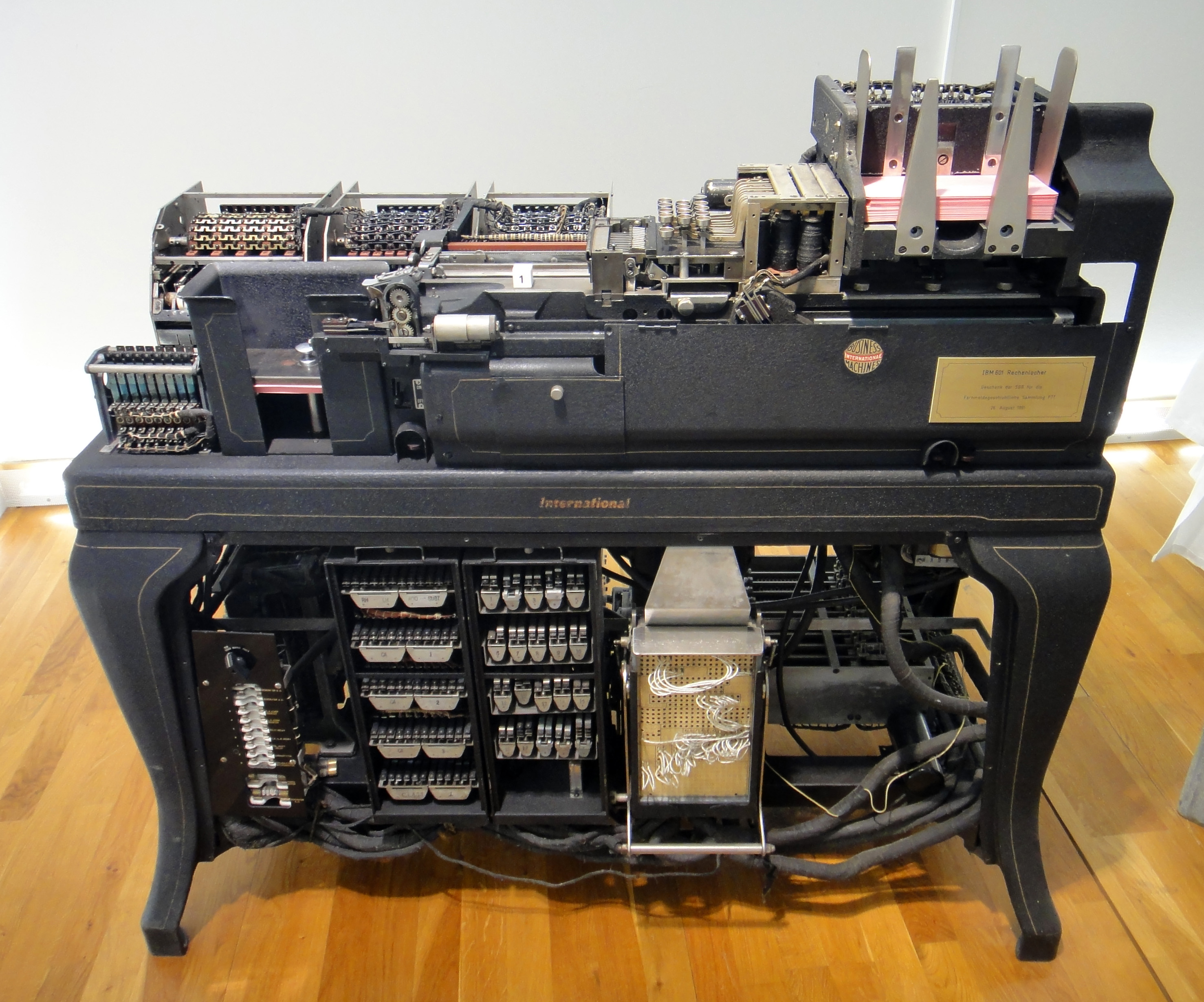
IBM 601 Multiplying Punch

La IBM disponía de una gama de registradoras de tarjetas perforadas capaces de sumar y restar números (principalmente usadas para operaciones contables y financieras). La IBM 601 Multiplying Punch (multiplicadora de tarjetas) fue una máquina registradora mecánica que se presentó en 1931 y era la primera máquina comercial de IBM que podría realizar una multiplicación. Podría leer dos números escritos en una sola tarjeta perforada y mostrar su producto perforando el resultado en un espacio reservado en la misma tarjeta (aunque no podía imprimirlos). Los números podrían ser de hasta ocho dígitos decimales.
En 1933 se entregó al laboratorio de Wallace Eckert un modelo especial "capaz de hacer la interpolación directa, una característica muy inusual, diseñada especialmente para Eckert por uno de los ingenieros superiores de IBM en Endicott [NY]". W. J. Eckert conectó la 601 modificada a una tabuladora 285 y una duplicadora de tarjetas perforadas 016 a través de unos interruptores manipulables de su propio diseño, formando la primera máquina capaz de realizar cálculos científicos complejos automáticamente.